# Noorwegen op het Eurovisiesongfestival 1961
Melodi Grand Prix 1961 was de tweede editie van de liedjeswedstrijd die de Noorse deelnemer van het Eurovisiesongfestival oplevert. De finale werd gehouden op 18 februari 1961 het werd gepresenteerd door Erik Diesen en Odd Grythe. Elk lied werd twee keer gezongen: één keer met een kleine band en één keer met een groot orkest. Het winnende lied werd gekozen door een tienkoppige jury.

## Uitslag
| Nr. | Artiest 1       | Lied                   | Artiest 2     | Punten | Plaats |
| --- | --------------- | ---------------------- | ------------- | ------ | ------ |
| 1   | Nora Brockstedt | Snu deg om             | Svein Nilsen  | 64     | 2de    |
| 2   | Sølvi Wang      | Far cha-cha            | Grynet Molvig | 57     | 4de    |
| 3   | Per Asplin      | S'il vous plaît        | Svein Nilsen  | 59     | 3de    |
| 4   | Grynet Molvig   | Ingen blomster til meg | Sølvi Wang    | 55     | 5de    |
| 5   | Nora Brockstedt | Sommer i Palma         | Per Asplin    | 70     | 1ste   |

1960 · 1961 · 1962 · 1963 · 1964 · 1965 · 1966 · 1967 · 1968 · 1969 · 1970 · 1971 · 1972 · 1973 · 1974 · 1975 · 1976 · 1977 · 1978 · 1979 · 1980 · 1981 · 1982 · 1983 · 1984 · 1985 · 1986 · 1987 · 1988 · 1989 · 1990 · 1991 · 1992 · 1993 · 1994 · 1995 · 1996 · 1997 · 1998 · 1999 · 2000 · 2001 · 2002 · 2003 · 2004 · 2005 · 2006 · 2007 · 2008 · 2009 · 2010 · 2011 · 2012 · 2013 · 2014 · 2015 · 2016 · 2017 · 2018 · 2019 · 2020 · 2021 · 2022 · 2023 · 2024 · 2025
België · Denemarken · Finland · Frankrijk · Italië · Joegoslavië · Luxemburg · Monaco · Nederland · Noorwegen · Oostenrijk · Spanje · Verenigd Koninkrijk · West-Duitsland · Zweden · Zwitserland